# 安德烈·卡普莱
安德烈·卡普莱（法語：André Caplet，1878年11月23日—1925年4月22日）是一位法国作曲家。

## 生平
出生于从勒阿弗尔到翁弗勒尔的一艘船上，是一名音乐神童。1901年他获得罗马大奖，名列拉威尔之前。后来他成为德彪西的好友和助手，为德彪西的许多乐曲做了配器工作（如《塞巴斯蒂安的殉难》，《儿童园地》等）。1910年到波士顿歌剧院任职，一战爆发后参军入伍，在战斗中受到毒气攻击，留下后遗症，1925年死于胸膜炎。卡普莱的作品是典型的印象主义风格，受德彪西影响很大。他最出色的作品是艺术歌曲。